# 청룡몬
청룡몬(QINGLONGMON, チンロンモン)은 디지털 몬스터에 나오는 가공의 생명체이며, 궁극체의 성룡형 디지몬이다. 원판 이름인 칭롱몬은 청룡을 뜻하는 중국어 발음에서 넘어왔다.

## 생김새
디지몬 세계를 지키는 4성수 디지몬 중 하나로, 청룡의 모습을 하고 있다. 전기를 다루며, 필살기는 창공에서 강렬한 번개를 떨구는 창뢰(蒼雷; 푸른 번개)와 맹렬한 바람과 번개로 적을 공격하는 풍사화전(風絲華電). 성우는 코스기 쥬로타, 이원준.

## 행적

### 파워 디지몬
4성수 디지몬 중 하나로 신성한 돌이 모두 파괴하자 나타난다. 디지몬을 진화시켜주는 힘을 가지고 있어서 파일드라몬을 황제드라몬으로 진화시켜주고 나머지 선택받은 아이들에게 진화의 힘을 준다.

### 디지몬 테이머즈
디지털 월드를 수호하는 4성수중 한마리 진정한 적은 따로 있다며 서로 싸움을 하는 주작몬과 테이머들을 말린다. 12마리 데바 중에서는 미히라몬, 안티라몬, 마지라몬인 부하 디지몬이 있다.